# جسر خشتي (لاهيجان)
جسر خشتي (بالفارسية: پل خشتی) هو جسر تاريخي يعود إلى عصر القرن التاسع الهجري، ويقع في لاهيجان.